# 方润斋
方润斋（1808年－1858年），谱名仁照，字浩然，号润斋。方亨学次子，子一方黼臣。大清宁波府镇海县人，国学生，盐运使司运同衔加四级诰赠资政大夫（正二品）。沪上早期著名商人、金融家、航运家、慈善家。

## 身世
乾隆末年（1786-1790），桕墅方家族第一代经商者方建康（1772-1840）谱名亨宁，因家境贫困，弃儒从商，在宁波镇海开始从事商业活动。他经营的范围主要以食糖、南北货、粮食及杂货等为主。到了嘉庆年间，建康来到上海开设了「方泰和糖行」。建康发达后，招族人一起来沪发展。道光元年（1821）前后，他的堂弟方介堂（1783-1840）谱名亨黉，也来上海开设「方义和糖行」。至道光中期，方氏家族第一代经商时间约有40多年。
方润斋是方氏家族第二代在沪经商的代表人物之一。早年他由叔父方介堂带至上海，先在叔父的方义和糖行学业，后与四弟方梦香（1812-1865）合伙开设「方萃和糖行」，同时又投资其它多种行业:45。方润斋的时代正好是上海开埠前后，这给他的人生有了一次大展身手的机会。他和他的家族曾被西方史学家称为“十九世纪初至二十世纪三十年代，镇海方氏家族是上海宁波商帮中最有权势和最负盛名的家族”:84。

## 钱庄

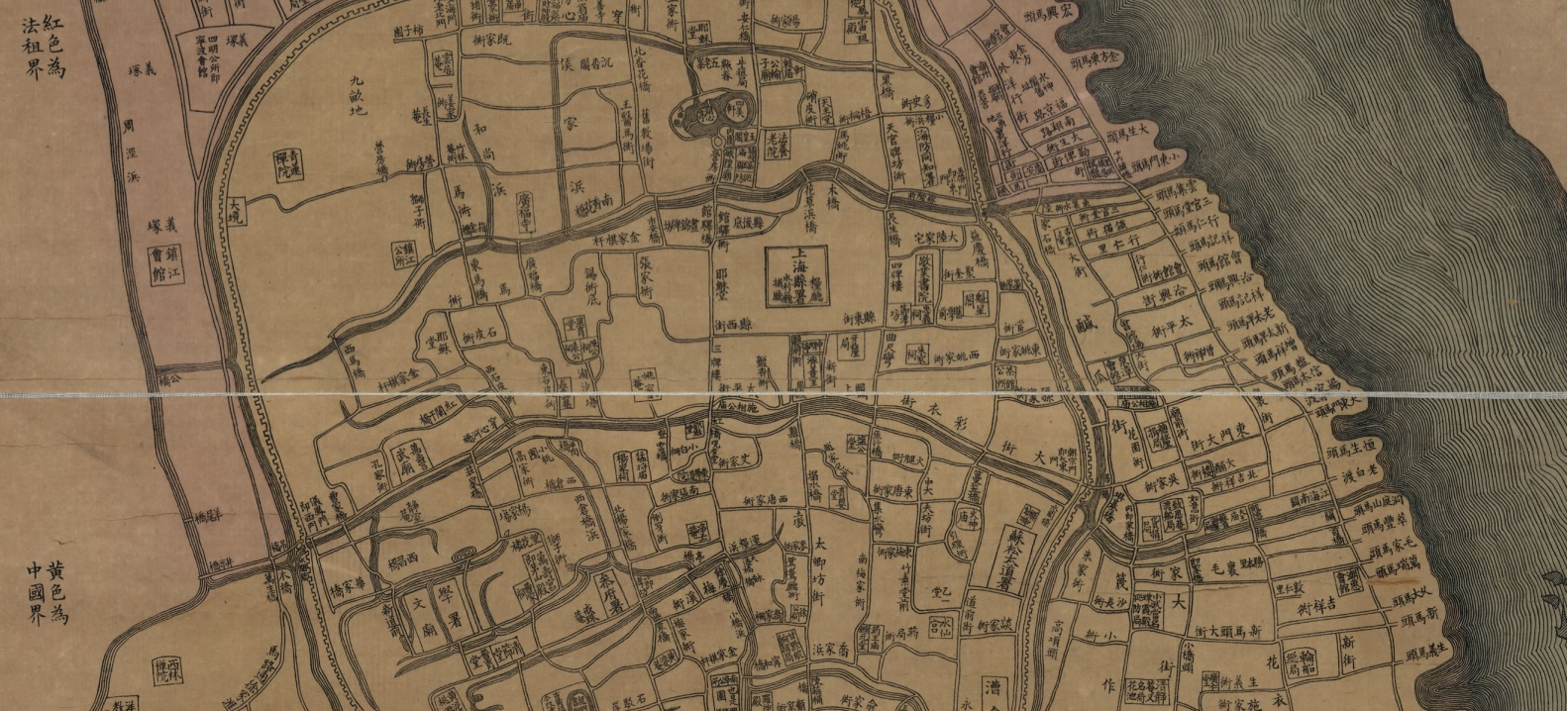
1884年上海南市-老城厢

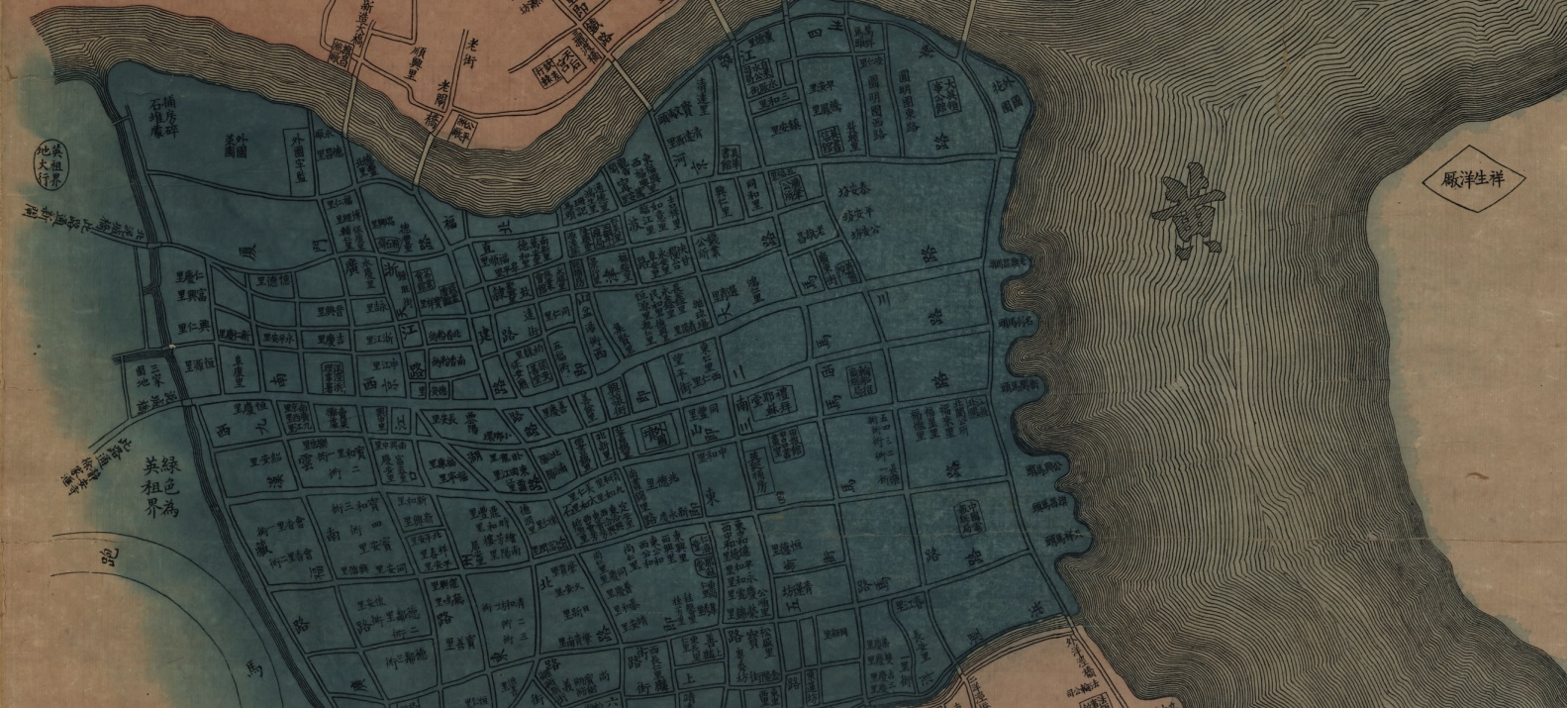
1884年上海北市-租界

方润斋在经营祖业糖行的同时，于道光十年（1830）在上海南市开设了「履和钱庄」（后改组为安康钱庄），这是方家在沪的第一家钱庄。上海开埠前，南市是华人的经贸中心。南市既今天上海的城隍庙和大东门、小东门这一区域。当时南市不仅是上海县城内的主要商业区，还是全国南北航运中转站；因此润斋的「履和钱庄」内，还兼营土布和杂货等大宗商品的批发。1837年左右，方润斋又在南市开设了第二家钱庄——「同裕钱庄」。
道光二十三年（1843）上海开埠，外资银行进入上海，但它们对中国传统的交易方式、市场行情均极其生疏，尤其是在实行商业清算、调拨资金过程中更需金融媒介的帮助，于是国人的钱庄便理所当然地成为他们的中介机构；咸丰元年（1851）发生了太平天国运动，各地大小官绅皆携资至沪上避乱；之后，资金雄厚的外商银行开始对钱庄之信用放款（拆票），当时钱庄流动资本，大部分来自于拆票。这些外在因数，为润斋的钱庄业发展，提供了有利条件和资金来源。
为了便于对外（丝茶）贸易，方润斋于道光二十五年（1845）左右在北市（即英法租界地区）开设了第三家钱庄——「北履和钱庄」（1866年改组为寿康钱庄）。上海北市一名的由来，是因其在沿外滩和苏州河这一区域，同上海南市县城内的商业圈正好相对，故称为北市。南北两市的商业活动各有侧重，南市主要针对国内贸易，而北市主要针对进出口贸易。之后，润斋又与兄长方月槎、三弟方务堂又在北市合资开设第四家钱庄——「义余钱庄」（1870年改组为汇康钱庄）:38。为了在其它城市做贸易，润斋还在汉口设「同康钱庄」、杭州设「慎裕钱庄」、宁波设「成裕钱庄」和「敦康钱庄」等钱庄:83。
上海商业中心是由南市逐渐转向北市的。当时有一首民谣写道：“南北分开两市忙，南为华界北洋场，有城不若无城富，第一繁华让北方”从民谣中可看到，这时期方润斋各地钱庄联号，是随着上海北市进出口贸易剧增而迅速壮大起来的。
上海钱庄能迅速发展并超越山西票号的另一个重要原因是，当时在沪的华资银行业尚未建立，而传统的山西票号仍把官府和官员作为经营对象。那时外国银行主要对洋行和外商在华的企业融资，而钱庄则对做进出口商品的中国商人融资。同时外资银行为了开拓中国的巨大市场，还将其多余的资金拆借给钱庄，让钱庄扩大经营规模。这样就在全国金融中心的上海，形成了外资银行和国人钱庄两强称雄的局面。
到了方润斋儿辈方黼臣的中期，他的一支已有「九裕」（同、安、承、赓、义、会、慎、敦、成）「十三康」（安、延、五、允、寿、钧、和、汇、元、复、同、益、瑞）20多家钱庄，加上三弟方务堂、四弟方梦香、七弟方性斋（1823-1873）和他堂弟方仰乔（1811-1890）的20多家，共有50多家联号钱庄（其中40多家有较详细资料）。在清末至民国期间，方氏家族被钱业界列为上海九大钱庄资本家族集团之首。

## 外贸

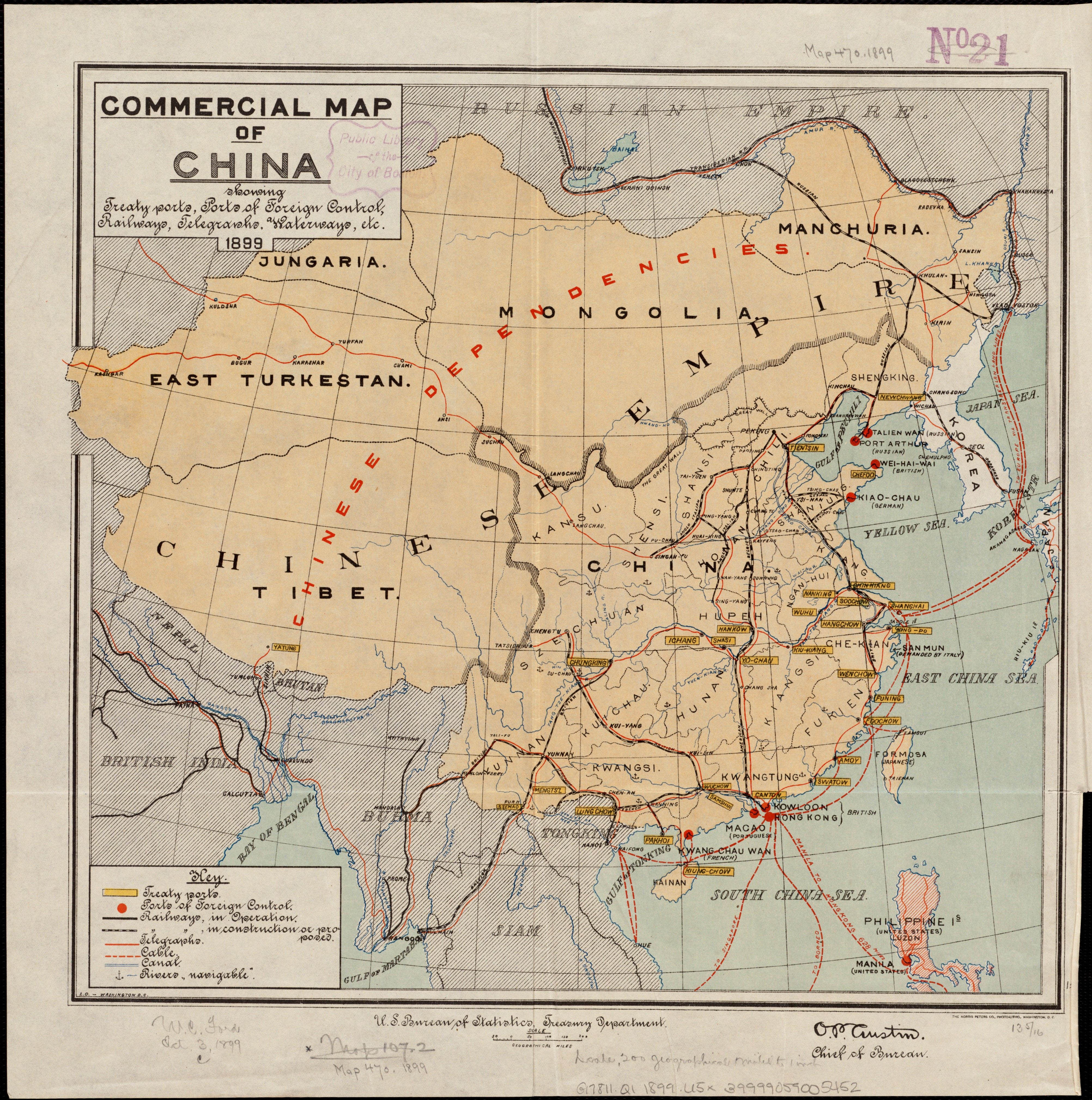
1899年美国政府在中国的商业地图，显示条约港口，外国控制港口，铁路，电报，水路。

道光二十三年（1843年）上海开埠后，英、美、法、德、日各国商人相继来上海开设洋行。这一时期英商占各国洋行的大多数。英商洋行大体分两类：一类是以经营走私鸦片为主，如老牌怡和、宝顺、沙逊、广隆等洋行；另一类是以代西方厂商在华推销洋布（棉毛织品），再换回中国丝茶为主，如义记、李百里、裕记、惇信等洋行。
上海开埠之前，润斋和四弟梦香已开设专营生丝业务的「振承裕丝号」:730。由于当时洋商尚未进入，该行主要从湖州一带收购生丝，运至苏州或由上海集散至其它各地。上海开埠后，洋行所购我国货物运往海外的是以丝茶为大宗；其中丝绸占第一位、其次是茶叶。这一时期英商李百里洋行（Thomas Ripley & Co）选择了方润斋作为该行的外贸合作伙伴（而并非是像叶澄衷、朱葆三、虞洽卿等人，被洋行聘请为洋行的雇员——买办）:85-86。原因很简单，方氏可以说是洋商理想的合作伙伴，方润斋经营钱庄已有10余年，信誉卓越，财力雄厚，对生丝和茶叶贸易又非常熟悉，并拥有贩运丝茶的船队。此外，润斋还掌握了洋泾浜英语，与洋行谈判交流时无需翻译。
为了直接与英商李百里洋行做贸易，润斋成立了「方振记」商号（后改名方镇记）。「方振记」组织人员到生丝产地湖州，向蝉农收购辑里丝；又到绍兴嵊县等地，向茶农收购平水珠茶。「方振记」将收购来的丝茶，经过整理打包后，与李百里洋行交换英国进口的花色洋布:38。「方振记」将进口的洋布，小部分在上海销售，大部分船运至汉口待价而沽，获取厚利。。
丝茶贸易是近代上海出口的最大贸易。直到同治九年（1870），丝茶两项的出口仍然占全国出口总值的94.7%。光绪七年（1881），上海丝茶及其制成品的出口额占总出口额仍保持在83%。这些数据表明，丝茶贸易占近代华洋贸易中有极大的份额，而方润斋和他的家族在天时和地理上占了优势，从中分得一杯羹，获利丰厚亦不足为奇了。
从当时媒体《北华捷报》中获悉，方氏与多家洋行和外资银行有来往。同治四年（1865），由汇丰、怡和、公平、太平等洋行共同发一所“适应商界子弟需要”的教会学校——上海英华书馆（Anglo-Chinese College），方润斋的七弟方仁孝是联系人之一。

## 航运

Cutty Sark 1869年从中国运茶叶至英国的夹板船

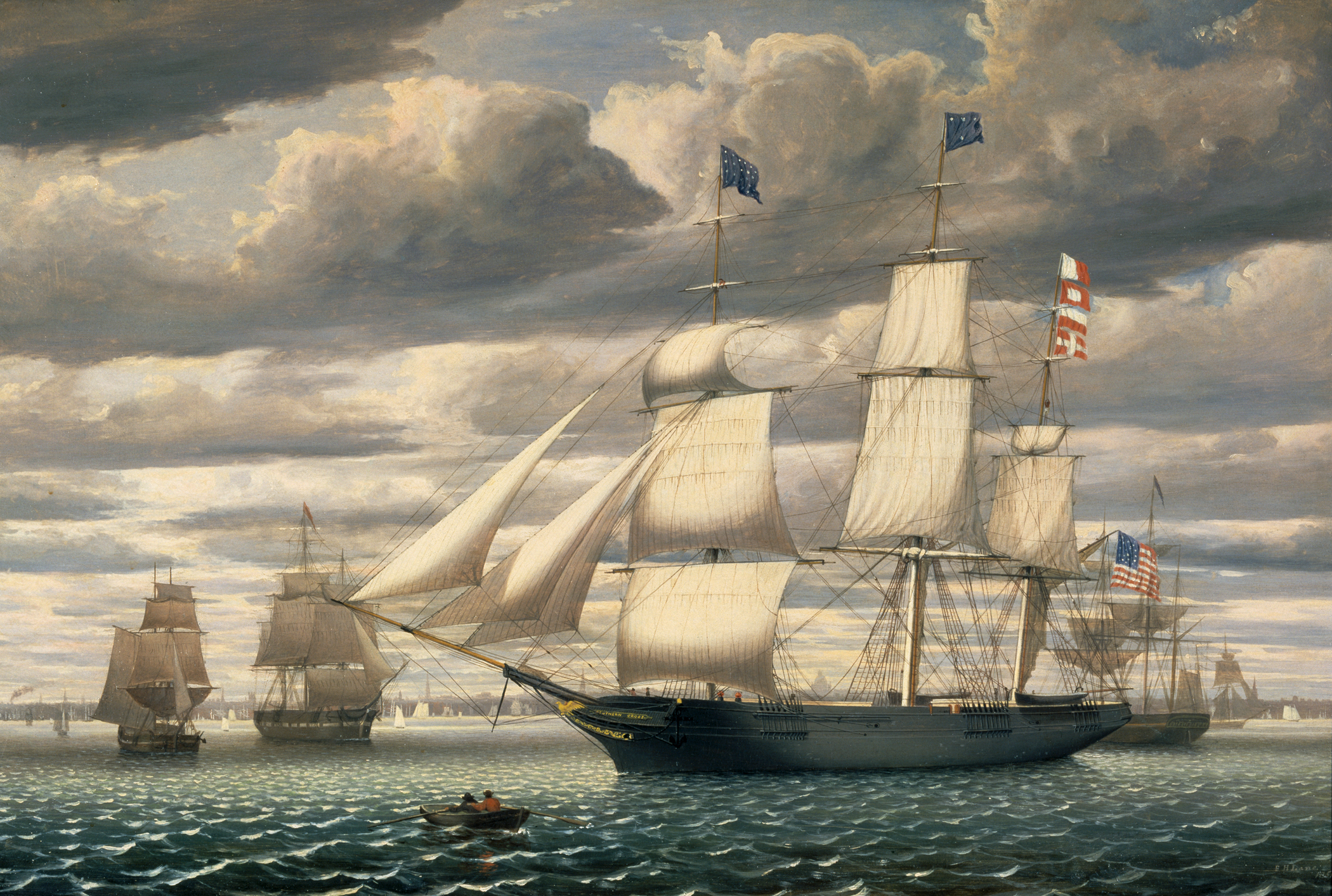
Clipper Ship Southern Cross 1851年美国的夹板船

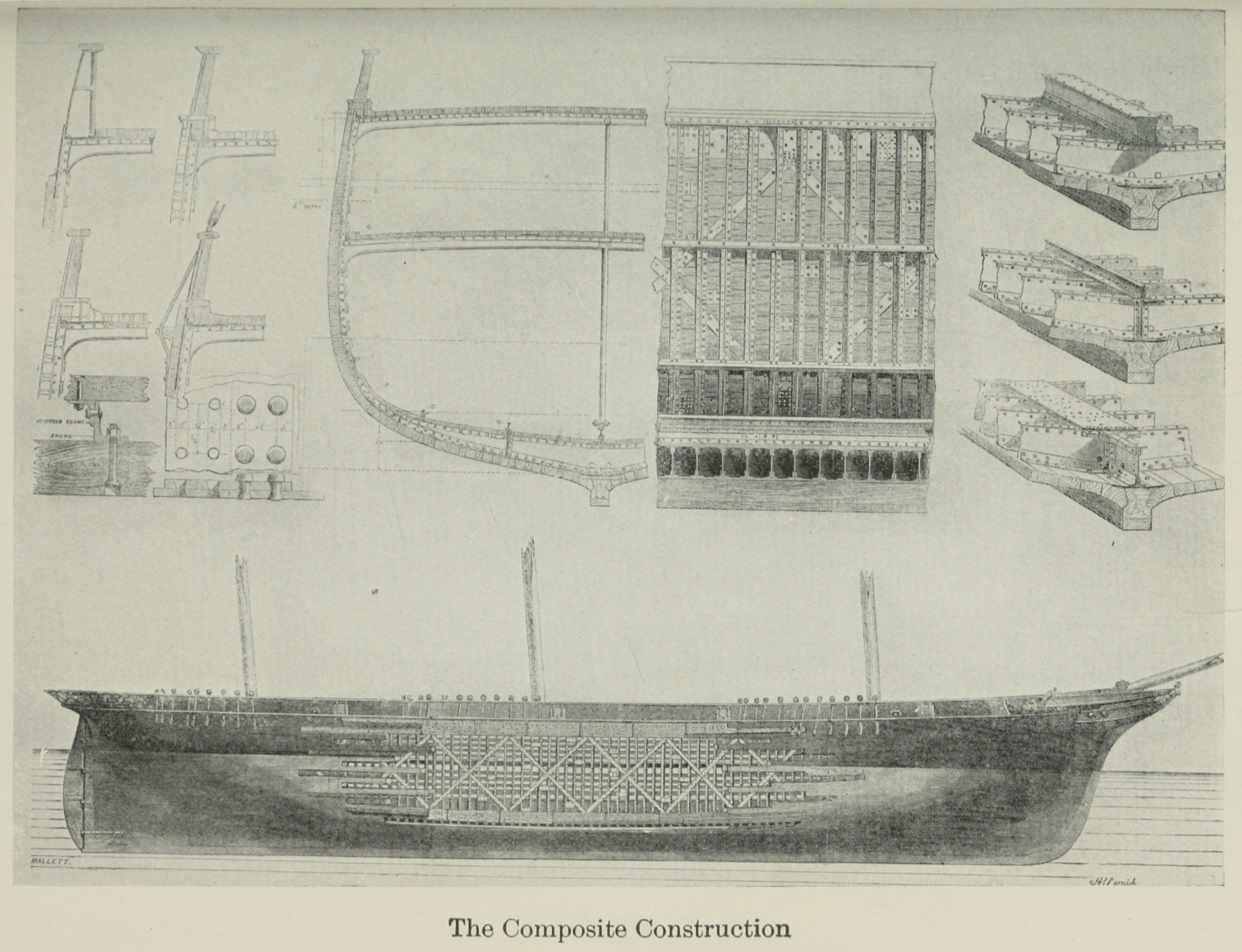
The Composite Construction 夹板船体结构图

清代的上海，居于长江三角洲经济最发达地区，它不仅是南北洋航运的中心，也是连接沿海航运和内河航运的枢纽。从北洋运到上海的货物主要是豆、豆饼、油、小麦等，由上海运往北方的主要是丝织品、茶叶、棉花、棉布等。同时，苏州和松江地区所产的丝绸、棉布，经由上海转销浙江、福建、广东等地；而这些地方生产的糖、纸、茶、胡椒、海产等，亦经由上海转销长江流域各埠。方润斋在开埠之前已涉足航运，但规模不是很大。
清道光十二年（1832），英国帆船（夹板船）阿美士德号首次进入上海水域。上海开埠后，大批西方夹板船进入上海港及其附近地区，成为重要运输船只。这时，以沙船为主的中国帆船运输业开始面临外国航运的竞争。夹板船是一种比较先进的船，它具有西洋式的船体和风帆，中国式的索具，固定或转动的齿轮。夹板船一天能航行250海里，载重可多达4000吨；而沙船一天只能航行150海里，最多只能载1200余吨 。润斋与七弟性斋捷足先登投资当时先进的西方夹板船，成为我国最早有记录的以夹板船为主运输的家族:730。
西方的夹板船繁荣时期正好是在上海开埠的1843年。夹板船是为了提高运输茶叶速度而设计的，在每个季节中，第一批运茶的船队先到达伦敦的船主都能得到最好的价格，同时拥有快速的夹板船主可以向茶商收取更高的运费。方氏兄弟利用自己钱庄的优势，通过英商李百里洋行的关系，买下夹板船（早期可能挂英商的旗号），为自己的进出口生意从事沿海和内河运输。那时「方振记」投资的夹板船，它的载重量和速度是国人的沙船队望尘莫及的。从同治五年（1866），李鸿章在给总理衙门的信中可看到，西方夹板船进入中国航运业，造成上海沙船走向没落的情况——
上海沙船疲乏，年来所以补救之方，不为不至，但终无起色。本届苏浙海运，漕米共只70余万石，以沙宁卫船并用，也仅敷转载。而天津方面来信，以运船回空免税，因为夹板（船）所夺，无利可图，仍思歇业。
「方振记」用最快速度把内地的丝茶运至上海出口（卖）给洋行等外商，在回运时，把买进洋布等西方产品运至自己各地的商号或货栈销售。同时「方振记」国内的大宗货贸如食糖、绸缎、棉布、药材、南货等，也通过夹板船队来贩运。另外，“多装快运”减低了货运成本，也使夹板船队不需要像沙船队那样的庞大。至清末宁波帮只有70多条夹板船在长江航线上从事货物运输:237。
当时方氏在长江流域的主要城市中，已设有自己的商号或货栈，如汉口、宜昌、沙市、南京、上海、杭州、宁波、绍兴、湖州、镇海等。19世纪60年代，美国旗昌轮船公司负责人金能亨认为，长江流域在商业上具有的巨大价值和广阔前景。他以原棉一项为例称，估计长江流域的产量大大超过美国全国的产量，中国国内贸易的运输量姑且不论，单以外国人经手的货运而言，数量十分可观。他还指出湖南、湖北的茶叶有500多种规格，总量估计便有7万吨。在贩运土货的回程方面，货运量同样巨大。如在汉口出售的外国棉织品，估计一开始就会达到2.5万吨，而这些棉织品只占上海总进口量的一小部分。
因方氏直接与洋行做贸易，又比其它航运家族更早使用夹板船，这给润斋带来了极大的财富。在短短的十几年内，「方振记」成为宁波帮四大船商之一（董椿记、李慎记、方振记、赵鉅康）。

## 善举

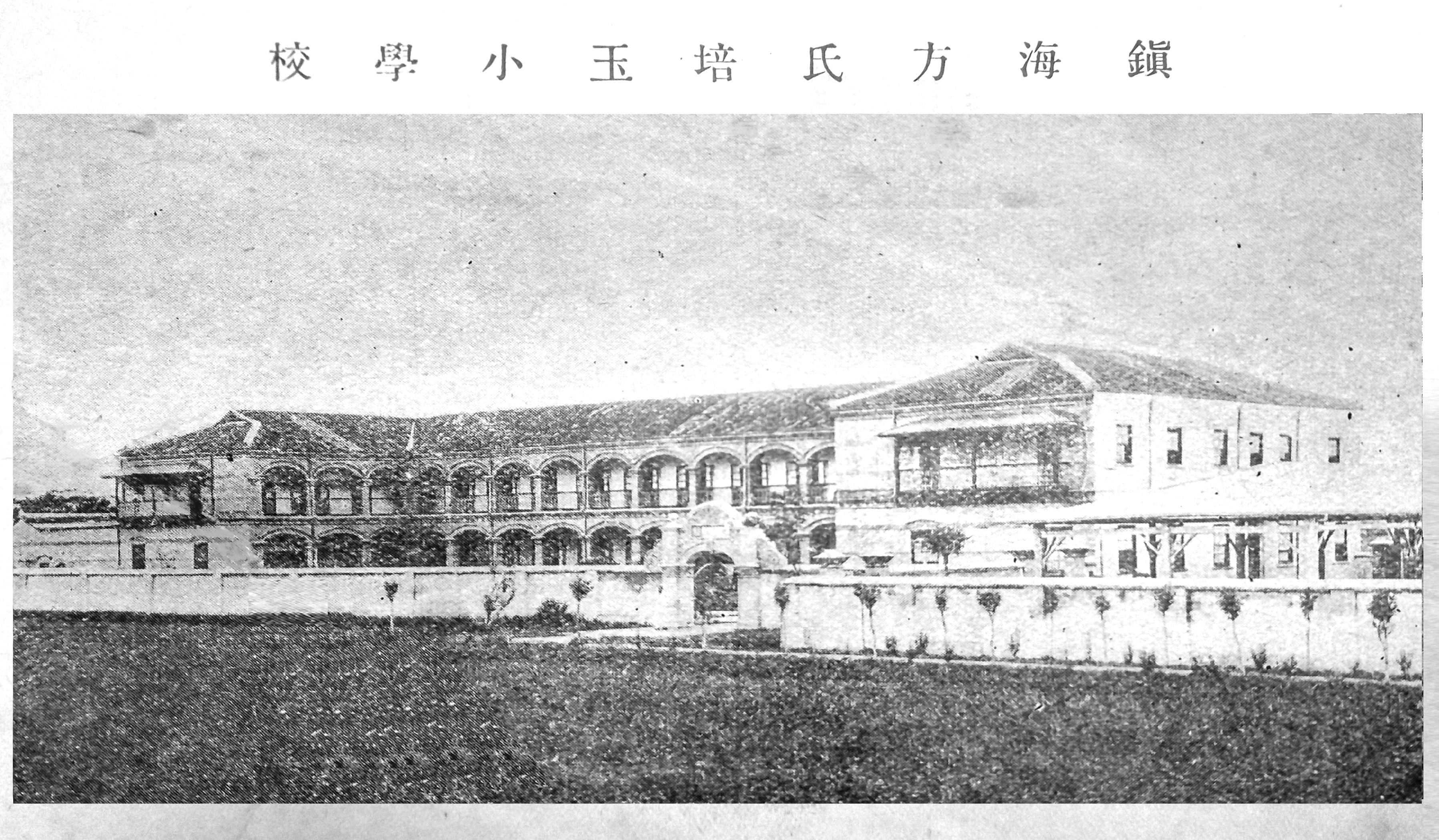
1906年镇海方氏培玉小学外景

- 咸丰年间方润斋出任四明公所董事，他参与第二次重修四明公所。咸丰三年 (1853)，红巾会匪刘丽川等作乱(即小刀会起义)，占据上海县城，四明公所毁于战乱。董事方仁照、方仁荣兄弟召集同乡富贾商议，带头捐资，进行重建，恢复旧观，拓建济元堂，附设办事房，作为旅沪宁波人集会场所。[20]

- 咸丰三年（1853）上海小刀会起义，宁波帮船商在上海的浙宁会馆被毁，方润斋的「方振记」与上海宁波帮另外三大船商（董椿记、李慎记、赵鉅康），于1855年发起出资重建该会馆[18]:124。

- 润斋、二弟梦香和七弟性斋还共同筹划设立第二家面向族人的义庄——「余庆堂」，润斋、二弟梦香去世后，七弟性斋完成了此一愿望。「余庆堂」除帮助桕墅方村的贫困族人外，还建救火会，发电站；并资助族人中有有抱负的年青人出乡留洋读书。余庆堂内还设有师范堂义塾，后演化为「培玉小学」，收纳族内外学生，对苦难户还提供助学金，该学堂后成为宁波地区重要的两等学堂。[21]

- 《民国镇海县志》记录方润斋营救好友上海船王郁泰峰[22]等善举事迹：

方仁照，字浩然，亨学次子，幼有至性，及长，偕诸弟贾沪江，材识迥异，侪辈业益蒸蒸起，会沪有红巾之乱（注：小刀会起义头扎红布），仁照友郁泰峰者巨室也，以兄柩在堂，嫂氏坚不肯行，不得已同居守焉，为贼所胁，索银不赀，泰峰大窘或，以告仁照，仁照慨然曰：所贵乎友者，患难相恤也。郁已家陷于贼，何从得银，此事我当任之，乃先以计出其嫂，复命干仆易衣，以入罝赂橐中，泰峰竟得不死。后贼平，泰峰涕泣相见，曰：君之高谊，真吴保安一流也。仁照客沪多载，有以穷乏告，冈不解囊相助。其惠之大者，尤在建四明义厂，先是沪之北门外有屋数椽，宁郡之客死无归者咸停榇其中，岁久几无隙处，仁照集同人首先输赀拓地构宇，复置公钱以备春秋祀事，远迩皆诵之。卒年五十有一。
参见：《吴保安弃家赎友》典故

## 趣闻
- 据家谱记载，方润斋初开钱庄之时曾遭遇过一次灭顶之灾。时上海开埠通商不久（1845年左右），有广东巨商冯某与外国人贸易，在沪钱庄中周转资金，然其贸易失败，亏空达百万之巨，震动沪市。货主拿着银票集至各钱庄索要货款，有些钱庄“模棱持计无出”。方润斋“知事不可为”，倾其所有偿还债务，总数达二十多万两，“倾囊如洗，市议翕然”。这次事件之后，方润斋的钱庄因信誉卓著在沪市立稳了脚跟。“复又数年，操赢制余无算，所储几及百倍”。“冯某事件”是方氏家族经营的一个重要转折点，从此方氏家族从传统商业经营进入了钱庄资本经营的一个新阶段。同时，这次事件也使方氏钱庄在社会上树立了一个巨大的信誉品牌，为方氏家族后来成为上海主要金融家族之一打下了基础。

- 上海船王郁泰峰（1800-1866）与红顶商人胡雪岩（1823-1885）是亲家，与方润斋（1808-1858）是邻居[23]。

- 方润斋（1808-1858）钱庄的资金大部分来自于民间，1840年代初期进入丝茶外贸。胡雪岩（1823-1885）钱庄的资金大部分来自于朝廷和官员（杠杆大于方氏），1850-1860年代进入生丝外贸。1883年胡氏倒闭前，拥有9家钱庄和票号；而那年（方黼臣时代中期）方润斋一支的钱庄连号，已发展到了13多家（上海7家、宁波4家、杭州1家、汉口1家等），商业遍及天津、上海、南京、汉口、宜昌、长沙、杭州、湖州、宁波、绍兴、南浔、沙市、镇海等地，产业除钱庄外还涉及糖业、船运、银楼（上海九大银楼）、丝绸、棉布、药材、南北货、典当、渔业、书业、房地产业（如上海英租界里的安仁里、兴仁里、早安里、选青里、如意里、济阳里、又新里、来安里和南市敦仁里等）。[1]:59

- 方润斋1830年创办的履和钱庄（后改组为安康钱庄），是中国钱业史上经营时间最长的钱庄，具有120年的历史，它一直到中华人民共和国成立后的1950年才歇业。

- 美国人文与科学院院士Susan Mann Jones教授曾对方润斋家族和他开设的「方振记」（Fang-chen-chi）商号有一段评论：Members of powerful Ningpo families did not formally accept positions as compradors,although they might perform the same brokerage function through a company like Fang-chen-chi. Lineage resources made it unnecessary for them to subserviate themselves in that manner.[2]:85-86中文大意：有影响力的宁波家族不需要充当（洋行）的买办，虽然他们可能通过类似方振记那样的企业来执行同样的中间商职能。家族拥有的资力使他们无需当买办来降低自己的身份。

- 桕墅方仁二房方仰乔首建方氏家族第一个义庄。义庄不只是照顾桕墅方村老弱病残者的生活，在每月初一，十五开仓放粮接济周边民众。继方仰乔的义庄后，桕墅方恭房后代（润斋、梦香、性斋）也准备开办一个义庄，但因清朝廷只允许一个家族一个义庄，故第二个义庄取名为“余庆堂”。

## 后代
方润斋有一子、四孙、十一曾孙，其中较知名的有
- 儿辈：方黼臣
- 孙辈：方季扬（民国时期上海钱业巨擘）
- 曾孙：方式如（慈善家）、方作舟（赓裕钱庄董事长）、方液仙（日化大王和国货大王）、方哲民（安康钱庄和肇新化工厂董事长）